# Hans-Werner Altmann
Hans-Werner Altmann (* 7. Juni 1916 in Herford; † 31. Juli 2011 in Würzburg) war ein deutscher Pathologe.

## Leben
Altmann, geboren 1916 in Herford, studierte Medizin in Berlin, Würzburg, Freiburg im Breisgau, Königsberg. In Freiburg wurde er bei dem Pathologen Franz Büchner promoviert. Im Rahmen seiner Dissertation erkannte er die parafollikulären C-Zellen als Teil des neuroendokrinen Systems. Altmann habilitierte sich in Freiburg und war dann an der Technischen Universität Berlin tätig, ab 1952 als ordentlicher Professor, bis er 1959 auf den Lehrstuhl für Pathologie an der Universität Würzburg berufen wurde. 1976 wurde er für seine grundlegenden Arbeiten über die Verursachung von Lungenkarzinomen durch radioaktive Substanzen in die Deutsche Akademie der Naturforscher Leopoldina aufgenommen.
Zu seinen Leistungen zählt unter anderem die Einführung der modernen Zellbiochemie im Rahmen der Pathologie. So konstatierte er bei Erkrankungen das Prinzip grundsätzlich gleichartiger Reaktionen aller Zellen. Er erkannte auch bereits lichtmikroskopisch das zellbiologische Prinzip der Autophagozytose, prägte in Bezug auf das Zytoplasma den Begriff des „lysigenen Raumes“ und führte den, 1922 von dem Pharmakologen Wolfgang Heubner geschaffenen Ausdruck „Pathobiose“ in die Pathologie ein.
Hans-Werner Altmann starb am 31. Juli 2011 im Alter von 95 Jahren.

## Auszeichnungen
- 1991: Verleihung der Rudolf-Virchow-Medaille.[4]
- Ehrendoktorwürde der Universität Thessaloniki

## Veröffentlichungen (Auswahl)
- Die parafollikuläre Zelle der Schilddrüse und ihre Beziehungen zu der gelben Zelle des Darms, in: Beiträge zur pathologischen Anatomie und zur allgemeinen Pathologie, Band 104.1940, Heft 3, S. 421–454 (zugl. Dissertation Univ. Freiburg 1940)
- Über Leberveränderungen bei allgemeinem Sauerstoffmangel nach Unterdruckexperimenten an Katzen, in: Frankfurter Zeitschrift für Pathologie, Band 60, Heft 3/4, 1949, S. 377–494 (zugl. Habilitation Univ. Freiburg 1947)
- Allgemeine morphologische Pathologie des Cytoplasmas. Die Pathobiosen. In: F. Büchner, E. Letterer, F. Roulet (Hrsg.): Handbuch der allgemeinen Pathologie., Band II, Teil 1, Springer, Berlin/Göttingen/Heidelberg 1955, S. 419–612.
- mit Werner Hunstein und Ernst Stutz: On lung changes and lung tumors in rats after irradiation with radioactive strontium (Sr 90). In: Beitrage zur Pathologischen Anatomie und zur Allgemeinen Pathologie. Band 124, 1961, S. 145–175.
- mit R. Lick und Ernst Stutz: On the histogenesis of radiation induced (Sr90) pavement epithelium carcinoma in the rat lung. In: Beitrage zur Pathologischen Anatomie und zur Allgemeinen Pathologie. Band 125, 1961, S. 403–444.
- mit R. Lick und Ernst Stutz: The effect of long-term radioactive strontium (Sr 90) irradiation on the rat kidney. In: Beitrage zur Pathologischen Anatomie und zur Allgemeinen Pathologie. Band 127, 1962, S. 79–110.
- Beiträge in: Lehrbuch der speziellen Pathologie, hrsg. v. Franz Büchner, 6. Aufl. 1979
- Pathologie und Pathologen in Würzburg. In: Peter Baumgart (Hrsg.): Vierhundert Jahre Universität Würzburg. Eine Festschrift. Degener, Neustadt an der Aisch 1982, S. 1011–1025.
- Virchow in Würzburg. In: Verhandlungen der Deutschen Gesellschaft für Pathologie. Band 76, 1992, S. XVL–LXVI.